# Big air

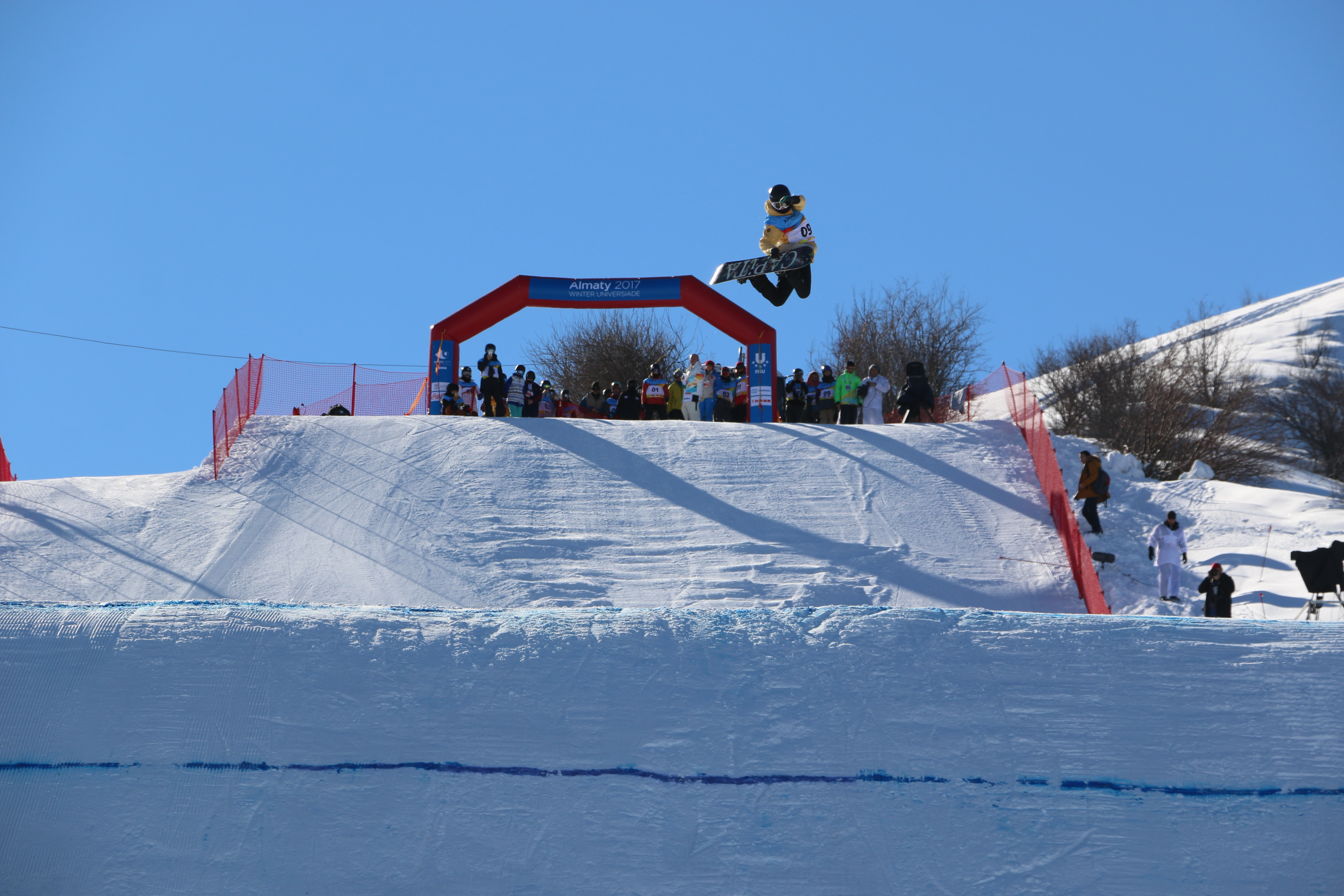
Big Air - pokaz

Big air – konkurencja snowboardowa, w której zawodnik wykonuje triki po wyskoku ze specjalnie zbudowanej rampy. Głównym celem jest osiągnięcie dużej wysokości oraz odległości skoku oraz czystego lądowania. W wielu konkursach Big Air wymagane jest wykonanie triku podczas skoku, jednak nie we wszystkich.
Big Air, jako konkurencja olimpijska, zadebiutował na XXIII Zimowych Igrzyskach Olimpijskich w Pjongczangu w 2018 r.